# The Beatles' Million Sellers
The Beatles' Million Sellers är en EP-skiva av den brittiska rockgruppen The Beatles, utgiven den 6 december 1965. På EP-skivan finns det endast sånger som sålt över en miljon exemplar som singel.

## Medverkande
- John Lennon – sång, kompgitarr, sologitarr
- Paul McCartney – sång, basgitarr
- George Harrison – sologitarr
- Ringo Starr – trummor

## Låtlista
- Alla sånger är skrivna av John Lennon och Paul McCartney.

| 1. | "She Loves You"            | John Lennon, Paul McCartney | 2:19 |
| 2. | "I Want to Hold Your Hand" | John Lennon, Paul McCartney | 2:24 |

| 1.           | "Can't Buy Me Love" | Paul McCartney | 2:15 |
| 2.           | "I Feel Fine"       | John Lennon    | 2:20 |
| Total längd: | Total längd:        | Total längd:   | 9:17 |